# Bartın (provincie)
Bartın is een provincie in Turkije. Het is een kleine provincie, met een oppervlakte van slechts 2.140 km². De provincie bevindt zich in het noorden aan de Zwarte Zee. De hoofdstad is het gelijknamige Bartın.

## Bevolking
Bartın is in het jaar 1991 van de provincie Zonguldak afgescheiden. Op 1 januari 2023 telde de provincie Bartın 207.238 inwoners.
| Bevolking | 190.567 | 184.178 | 182.131 | 187.758 | 198.249 | 207.238 |

## Geografie
Een groot deel van de provincie, die rijk is aan bossen, ligt binnen de grenzen van het Nationaal Park Küre Mountains. De rivier Bartın is de enige rivier waarop transport plaatsvindt in Turkije.

## Bestuurlijke indeling

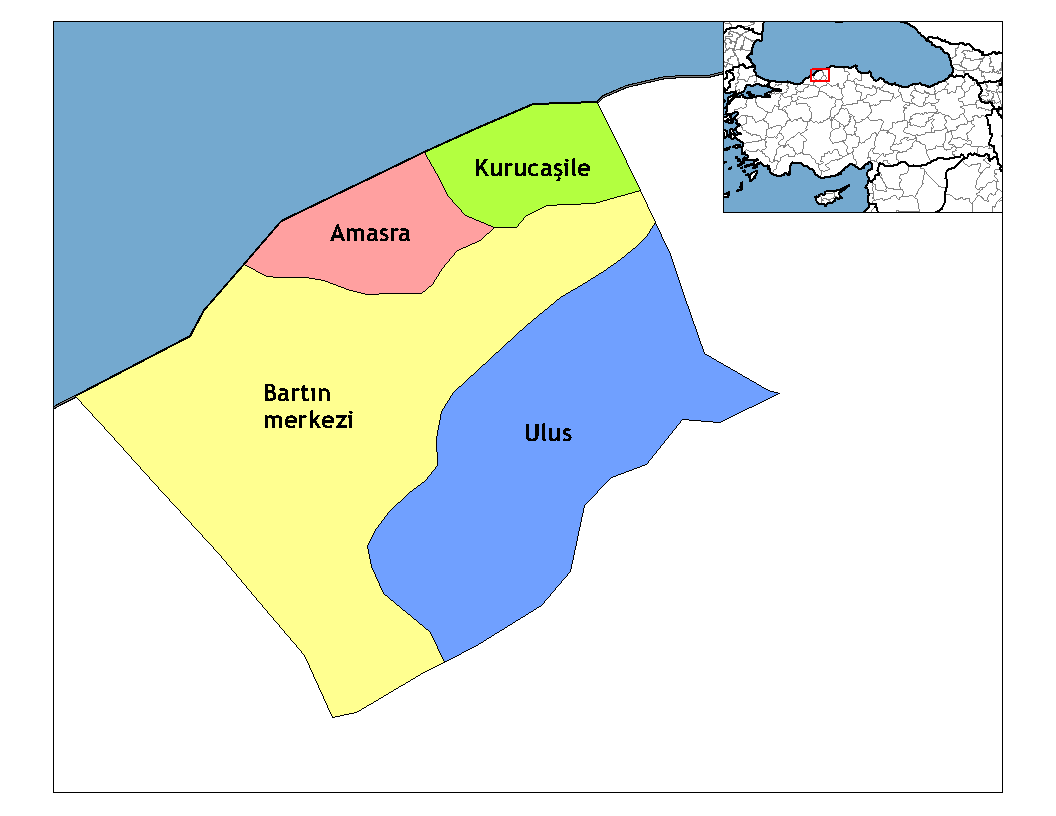
Districten van Bartın

### Districten
De provincie bestaat uit de volgende vier districten:
| - Amasra - Bartın merkez | - Kurucaşile - Ulus |